# Жанкел
Жанке́л (каз. Жанкел) — село у складі Отирарського району Туркестанської області Казахстану. Входить до складу Коксарайського сільського округу.
У радянські часи село називалось Жанкель.
Населення — 133 особи (2021; 248 у 2009, 268 у 1999, 319 у 1989).